# Dovas Zaunius
Dovas Zaunius (ur. 19 maja 1892 w Rokitten w Prusach Wschodnich, zm. 22 lutego 1940 w Kownie) – litewski prawnik, działacz społeczny i polityk, minister spraw zagranicznych Republiki Litewskiej (1929–1934). 

## Życiorys
Urodził się na tzw. Litwie Pruskiej w okolicach miejscowości Neukirch (ob. Timiriaziewo) w powiecie Niziny (Kreis Niederung). Studiował prawo na uniwersytetach w Monachium, Berlinie i Królewcu. W 1917 obronił dysertację na Uniwersytecie Albertyna z dziedziny prawa cywilnego i karnego. 
Jeszcze w czasie studiów zaangażował się w działalność polityczną wstępując do założonej przez ojca Litewskiej Partii Konserwatywnej działającej na terenie Prus Wschodnich. W 1918 podjął pracę w Ministerstwie Spraw Zagranicznych Republiki Litewskiej. W latach 1919–1920 szefował Departamentowi Politycznemu MSZ. W 1920 objął posadę posła w Rydze, a rok później również w Tallinnie. 
Jako poseł reprezentował Litwę w Czechosłowacji (1923–1925) i Rumunii (1924–1925), a w latach 1925–1927 Szwajcarii. Wraz z placówką w Zurychu objął urząd posła Republiki Litewskiej przy Lidze Narodów. Po likwidacji litewskiego przedstawicielstwa przy Lidze powrócił do pracy w kowieńskim MSZ, obejmując w 1928 funkcję jego sekretarza generalnego. 
8 listopada 1929 prezydent Smetona powołał go na stanowisko szefa litewskiej dyplomacji, które sprawował do 12 czerwca 1934. 
Od 1934 do 1936 wchodził w skład Rady Państwa. W 1936 wybrano go do Zarządu Banku Litewskiego, gdzie zajmował się sprawami kontroli nad litem. Urząd pełnił do śmierci. 
Został odznaczony m.in. estońskim Orderem Krzyża Orła I klasy (1931).